# فرودگاه کلوانگ
فرودگاه کلوانگ  (به انگلیسی: Kluang Airport) (به زبان بومی: Lapangan Terbang Kluang) یک فرودگاه نظامی است که یک باند فرود چمن دارد و طول باند آن ۱۲۵۰ متر است. این فرودگاه در کشور مالزی قرار دارد و در ارتفاع ۴۶ متری از سطح دریا واقع شده است.